# دره بميان (سرا سقز)
قرية دره بميان (بالكردية: دەرەپەمەیان) هي إحدى القرى التابعة لـسرا في ريف قسم مركزي من مقاطعة سقز، في محافظة كردستان الإيرانية.

## السكان
حسب إحصاءات سنة 2006، بلغ إجمالي السكان في دره بميان 111 نسمة وعدد المساكن 23 مسكن. لغة سكان دره بميان هي اللغة الكردية و هم من أهل السنة والجماعة والمذهب الشافعي.